# Skrîpciînți, Korsun-Șevcenkivskîi
Skrîpciînți (în ucraineană Скрипчинці) este un sat în comuna Sîdorivka din raionul Korsun-Șevcenkivskîi, regiunea Cerkasî, Ucraina.

## Demografie
Componența lingvistică a localității Skrîpciînți
     Ucraineană (100%)
Conform recensământului din 2001, toată populația localității Skrîpciînți era vorbitoare de ucraineană (100%).